# Magno Máximo
Magno Máximo (en latín: Magnus Maximus; Hispania, c. 335/340-Aquileia, 28 de agosto de 388) fue un emperador hispanorromano que gobernó en la pars occidentalis del Imperio romano desde 383 hasta su muerte.
Proclamado emperador en Britania por sus tropas, logró imponerse al augusto Graciano el Joven y gobernar Britania, Galia e Hispania desde Tréveris, siendo reconocido por Valentiniano II y Teodosio el Grande. En 386 marchó contra Valentiniano, que huyó a Oriente, y en cuyo favor intervino Teodosio. Derrotado en la batalla del Sava, Máximo fue asesinado por sus propias tropas.
Es conocido como Maximiano y Macsen Wledig en las tradiciones de Gales.

## Orígenes y carrera militar
Magno Máximo nació en Hispania, posiblemente en la provincia de Gallaecia, o quizás en la Tarraconense, en torno al año 340, en el seno de la familia aristocrática de los Flavios, ya que era hijo del general romano Flavio Julio Eucherio, y sobrino de Flavio Julio Honorio, y era primo del futuro emperador Teodosio. 
En 368 marchó junto a su patronus y pariente Teodosio el Joven a Britania, para participar en la campaña que rechazó una invasión de varios pueblos bárbaros en la llamada por Amiano Marcelino, Conspiración Bárbara. Allí cimentaría buena parte de su prestigio personal al participar activamente en la campaña de un modo destacado pero desconocido en sus detalles. Durante estos años crearía fuertes lazos con la población britana. 
Expulsados los bárbaros por Teodosio el Viejo, le acompañaría de nuevo en su campaña africana contra Firmo, participando activamente en la captura de algunos de los líderes rebeldes. Desconocemos su actuación ante la conjura palaciega que acabó con la ejecución de Teodosio el Viejo, pero tras la muerte de su patronus se retiró de la escena militar, al igual que Teodosio el Joven, aunque marcharía a Britania, en lugar de su Hispania natal. En 379, tras la batalla de Adrianópolis, el nuevo Emperador de Occidente Graciano nombró a Teodosio emperador en Oriente. En ese momento, Máximo quizás ocupaba ya el título de Dux, o tal vez Comes Britanniarum, donde habría llevado a cabo una magnífica labor en la lucha contra los piratas sajones y los pictos y atacotos.

## Toma de la púrpura imperial
A finales de 382 o en la primavera del año 383 (en 381 según otras fuentes), en el territorio attacotti al norte del muro de Adriano, tras una aplastante victoria contra los pictos durante una ofensiva, sus soldados lo nombraron emperador, desembarcando poco después en la Galia para atacar a Graciano quien, tras algunas escaramuzas cerca de Lutetia Parisiorum (act. París), es abandonado en masa por su ejército, tras la traición de su magister militum y cónsul para aquel año Merobaudes. 
El lugar exacto del desembarco se discute. Geoffrey de Monmouth, menciona Armórica y esto ha hecho que algunos historiadores hayan enfocado sus búsquedas sobre Bretaña. Zósimo propone un desembarco en la desembocadura del Rin, lo que contradice a Geofrey de Monmouth, pero sin identificar ni el lugar exacto del desembarco, ni la ruta que siguió hasta París, donde derrotó a Graciano. Autores más modernos como Léon Fleuriot, un respetado historiador bretón, fallecido en 1987, propuso que Máximo, tras desembarcar en la desembocadura del Rin, se encaminaría primero hacia la región de Maastricht para más tarde caer sobre París antes de conseguir la sumisión de Tréveris. Recientemente se ha propuesto como el lugar del desembarco en Saint-Valery-sur-Somme en la antigua Leuconos en la desembocadura del Somme.
Tras la deserción de su ejército, que fue gradual pero casi total, Graciano huyó junto a su guardia personal de 300 jinetes alanos, pero fue alcanzado y asesinado en Lyon, con la supuesta connivencia del gobernador de la ciudad, por Andragatio, uno de los generales de Máximo. Tras su victoria, favorecida por la deserción de Merobaudes, general de Graciano, Máximo estableció su capital en Tréveris.
Muerto Graciano, Máximo trató de ejercer un protectorado sobre Valentiniano II, y compartir el poder con Teodosio, pero una embajada enviada por Justina, madre de Valentiniano II con Ambrosio de Milán, logró ganar tiempo y eludir las intenciones de Máximo. 
En 384 Máximo, Teodosio y Valentiniano II pactaron en Verona un reparto del Imperio; Máximo se quedó con Britania, la Galia e Hispania, estableciendo su capital en Tréveris, Teodosio con Oriente y Valentiniano II con Italia, el Ilírico y África. 
Aunque Máximo obtuvo del reconocimiento de Milán y Constantinopla, nunca gozó de gran simpatía dentro de la corte de Valentiniano II, y los enfrentamientos y maniobras políticas estaban a la orden del día. Justina, la madre de Valentiniano II siempre lo consideró un usurpador, mientras que Teodosio, si es que no estaba de acuerdo con Máximo, mantuvo, al menos temporalmente, actitud más templada, llegando a una especie de reconocimiento como se manifiesta en el hecho de que se llegó a acuñar moneda con su imagen e instalar estatuas suyas en algunas ciudades de oriente.

## Política religiosa
La política religiosa de Máximo se vio marcada por una pronunciada defensa del credo Niceno, establecido por el Primer Concilio de Constantinopla en 381. El hecho más destacable de su política religiosa fue el proceso conocido como los Juicios de Treveris contra los priscilianistas que acabó con la ejecución del líder de la secta, Prisciliano, y de algunos de sus seguidores. A pesar de todo, Máximo mantuvo buenas y estrechas relaciones con la Iglesia, y únicamente se le ha reprochado su modo de resolver el asunto priscilianista, especialmente por parte del clero galo. Su enfrentamiento más duro fue con el obispo Ambrosio de Milán, quien además de censurar la ejecución de Prisciliano, defendía los intereses de Valentiniano II emperador en Milán. Destacan las excelentes relaciones con Martín de Tours, quien le visitaba con frecuencia entre otros motivos para interceder por Prisciliano y por aquellos que se mantenían leales a Graciano y a quien Máximo siempre trató con respeto, hasta el punto de compartir mesa con él junto a su esposa en no pocas ocasiones.

## Guerra contra Teodosio
En el año 387 aprovechando una invasión de los alamanes en Retia y respondiendo a una petición de ayuda por parte de la corte de Milán, Máximo ocupó los territorios pertenecientes a Valentiniano II, apropiándose así de toda la parte occidental del Imperio romano, tras lo cual nombró césar a su joven hijo Flavio Víctor e intentó obtener el pleno reconocimiento de Teodosio. Este, que acababa de enviudar de su mujer Aelia Flacila, recibió una jugosa oferta de la emperatriz Justina, que le ofreció a su hija Gala en matrimonio a Teodosio con la condición de que se enfrentara y derrotara a Máximo, que fue declarado usurpador. En el año 388 Valentiniano II desembarcó en Ostia tras eludir a la flota de Máximo mandada por Andragatio, mientras tanto el ejército de Teodosio atacaba a Máximo en el Ilírico, ya que este comenzaba a ocupar tímidamente la prefectura de Ilírico. Tras las batallas de Siscia (Sisak) y Poetovio (Ptuj), Teodosio ocupa Emona (Liubliana) y obliga a Máximo a refugiarse en Aquilea, donde fue asesinado por sus soldados el 28 de agosto de 388. Su cabeza fue entregada a Teodosio y paseada por todas las provincias. Su hijo Flavio Víctor fue asesinado poco después por orden de Teodosio a manos de Arbogastes.

## Balance de su reinado
En general, el gobierno de Máximo en Occidente no fue del todo negativo. Sabemos que recibió un panegírico, por desgracia perdido, obra de Quinto Aurelio Simmaco, y que muchos autores como Zósimo, Sulpicio Severo y Orosio, a pesar de tacharlo de tirano, le reconocen algunas virtudes. Solo después de ser derrotado por Teodosio I se le convirtió en usurpador y por lo tanto receptor de los ataques de los panegiristas teodosianos quienes le criticarían con fuerza.  
Desde el punto de vista administrativo, sabemos que creó al menos, dos nuevas provincias de rango presidial una en Galia (Máxima Sequania) y otra en Hispania, en la Tarraconense. También mantuvo a salvo el limes de incursiones bárbaras, aunque al final de su reinado, mientras luchaba contra Teodosio tuvo lugar una invasión franca que sus generales, Quintinius y Nannienus por la traición de uno de ellos, no pudieron detener. Según Sulpicio Alejandro:

En aquellos tiempos, los francos que tenían como jefes a Genobaudo, Marcomir y Sunnon, entraron en Germania y cuando invadieron la frontera, provocaron grandes masacres, devastaron los países más fértiles y sembraron el pánico en Colonia. Cuando la noticia llega a Tréveris, Nannienus, y Quintiniu, jefes de la milicia, a quienes Máximo había dejado el cuidado de su hijo, que aún era un niño, y la defensa de las Galias, levantaron un ejército y se reunieron en Colonia. Pero los enemigos que tras haber saqueado las provincia iban cargados de botín, cruzaron el Rhin, dejando en el suelo romano numerosos préstamos que recoger. Los romanos se enfrentaron a ellos con facilidad y muchos francos fueron masacrados en el Bosque Carbonario.

El aspecto más negativo se le achaca el haber dejado casi sin guarnición Britania, de donde procedían sus tropas más fieles, iniciando así el proceso que culminaría su total abandono por parte de Roma en 409, por lo que su reinado se considera como el inicio del fin del dominio romano en Britania.
En economía, creó una nueva moneda de oro el Tremís.
Su actuación ante un asunto religioso, el juicio a Prisciliano, fue quizás el aspecto negativo y por el que sus contemporáneos le censuraron acusándole de dejarse llevar por el consejo de obispos.

## Leyenda
Según la Historia de los reyes de Britania de Godofredo de Monmouth (base para muchas leyendas inglesas y galesas), fue Rey de Britania. De acuerdo con el relato del Mabinogion Breuddwyd Macsen (El sueño de Macsen Wledig) la esposa de Máximo era la hija de un poderoso jefe britano de Segontium de la región de Caernarfon en el norte de Gales, conocida como Elena de Caernarfon. A Máximo se le atribuye la colonización de Armórica que realizaría con los soldados que trajo desde Britania.
El destino de su familia nos es desconocido aunque parece cierto que además de su esposa e hijas le sobrevivió su madre, perdonadas por Teodosio, y es probable seguir el rastro de algunos de sus descendientes.
- Su hijo y colega en el trono Flavio Víctor fue asesinado por el general Arbogastes, poco después de su padre por orden de Teodosio.

- Su hermano Marcelino, que ya ocupaba algún puesto importante durante el gobierno de Graciano, sirvió a las órdenes de su hermano muriendo probablemente en alguna de las batallas libradas contra Teodosio.

- Su hija Severa nos es conocida por una inscripción de época altomedieval, procedente del Gales, llamada el Pilar de Eliseg, en ella Severa aparece como la esposa de Vortigern, Rey de los bretones. Sus descendientes darían lugar a la dinastía Gwerthernion, que gobernaría el reino de Powys en Gales.

- Otra de sus hijas, de nombre desconocido, fue esposa de Ennodius, procónsul Africae en 395.

- Su nieto, Petronio Máximo, fue otro emperador de trágico final, tras gobernar Roma durante 77 días, murió lapidado el 24 de mayo de 455.

- Entre otros posibles descendientes se encuentran Olibrio, emperador en 472, lo mismo que varios cónsules y obispos como san Enodio (obispo de Pavía en 514-21).

Sin embargo, aparte de Marcelino, de Flavio Víctor y de un tal comes Víctor, que podría ser un tío suyo, los otros nombres citados son sólo suposiciones gratuitas, pues no están comprobadas del todo históricamente, aunque buena parte se basa en tradiciones posteriores.
Otra leyenda dice que san Ilidio de Clermont curó a una de sus hijas que estaba endemoniada.